# Victor Breyer
Pour les articles homonymes, voir Breyer.
Victor Breyer, né le 27 septembre 1869 à Southwold au Royaume-Uni, et mort le 20 février 1960 à Montmorency, est un journaliste sportif français. Employé par le magazine sportif français Le Vélo, son implication dans le sport en fait, tout comme Henri Desgrange et Robert Coquelle, l'un des responsables de cyclisme les plus prolifiques et créatifs en France pendant des décennies. Il est également impliqué dans la boxe anglaise, co-directeur du Wonderland français et rédacteur de l'Annuaire du Ring.
Victor Breyer représente la National Cycling Association des États-Unis, signataire du procès-verbal de création de l'Union cycliste internationale (UCI), fondée le 14 avril 1900 à Paris.
Il est un des membres de l’« Association des journalistes sportifs », fondée le 28 février 1905 par un regroupement de journalistes sportifs soucieux de défendre leur intérêt et leur spécificité. Le premier comité directeur est composé de huit membres : Victor Breyer, Paul Champ, Lucien Faure, Camille Guyard, Georges Le Roy, Pierre Sauvestre, Marcel Violette et Jean Lafitte
Il fonde en 1907, avec Théodore Vienne et Robert Coquelle, le Wonderland français. 
En juin 1911, Victor Breyer, président de la Société française de propagation de la boxe anglaise, ayant un mandat officiel de la « New York State Athletic Commission », et, par conséquent, agissant pour le compte des autorités américaines de la boxe, signe le procès-verbal de création de l'International Boxing Union (IBU) à Paris.

## Sélection de publications

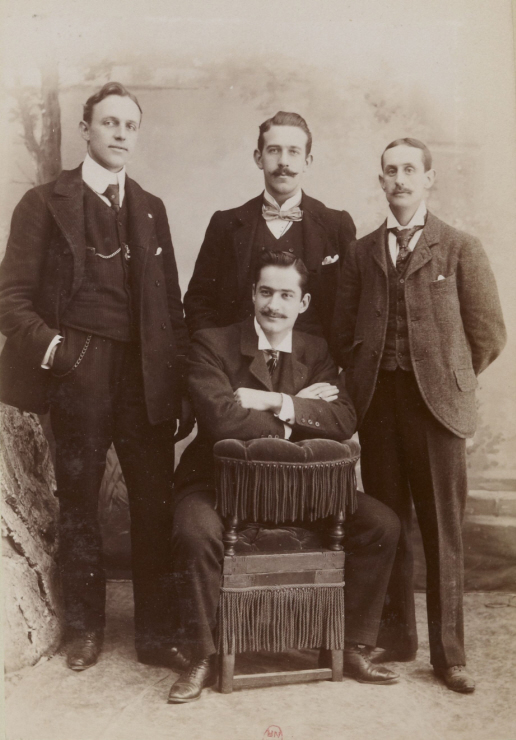
de Breyer (d.) avec les coureurs cyclistes George A. Banker (l.), Harrie Meyers (M.) et Gian Ferdinando Tomaselli (assis), lors d'une course organisée aux USA (vers 1900).

- Avec Robert Coquelle, La Course classique. Les géants de la route. Bordeaux-Paris, Paris, 1899
- Les Flandres en khaki; notes de guerre d'un interprète français à l'armée britannique, Paris, 1917
- Avec Georges Carpentier : Georges Carpentier, champion du monde de boxe, poids mi-lourds. Ma vie de boxeur. Souvenirs et conseils, Paris, 1921
- La Boxe anglaise. Traité indispensable aux débutants, aux amateurs, aux combattants, Paris, 1928
- L'épopée automobile : grands faits et grands hommes, Paris, 1943